# Rijksbeschermd gezicht Heerlen - Beersdal
Het rijksbeschermd gezicht Heerlen - Beersdal is een van rijkswege beschermd stadsgezicht in de wijk Rennemig-Beersdal in de gemeente Heerlen in de Nederlandse provincie Limburg.

## Beschrijving gebied
Het stadsgezicht Beersdal is gelegen in het noorden van de gemeente Heerlen, op een driehoekig plateau tussen de oude steenweg naar Sittard en het dal van de Caumerbeek. Beersdal werd grotendeels tussen 1910 en 1913 gerealiseerd, en in 1918 uitgebreid met enkele huizenblokken in dezelfde stijl. De mijnkolonie kwam tot stand in opdracht van de mijnbouwonderneming Oranje Nassau en was bedoeld als huisvesting van mijnwerkers van de vlakbijgelegen mijn Oranje Nassau I. De wijk werd in Lotharingse stijl gerealiseerd naar ontwerp van het eigen bouwbureau van Oranje Nassau en behoort met enkele andere projecten van Oranje Nassau (onder andere Leenhof, Schaesberg, Musschemig en Grasbroek) tot een voor Nederland uniek type arbeiderskoloniën.
De 272 woningen bestaan uit 48 blokjes van twee-onder-een-kapwoningen en type 44 blokken van vier rug-aan-rugwoningen. De kleine blokjes hebben een wolfs- of mansardedak, de grote blokken een schilddak. Oorspronkelijk waren alle daken bedekt met rode pannen waarin met blauwe pannen Lotharingse patronen waren aangebracht. De Lotharingse stijl kenmerkt zich verder door het gebruik van gemetselde vlakken omlijst door brede, gepleisterde lisenen met kanteelachtige randen - of het omgekeerde: gepleisterde vlakken en gemetselde banden. Deze kenmerken komen in iets andere vorm ook voor in woningbouwprojecten in andere West-Europese mijn- en industriegebieden.

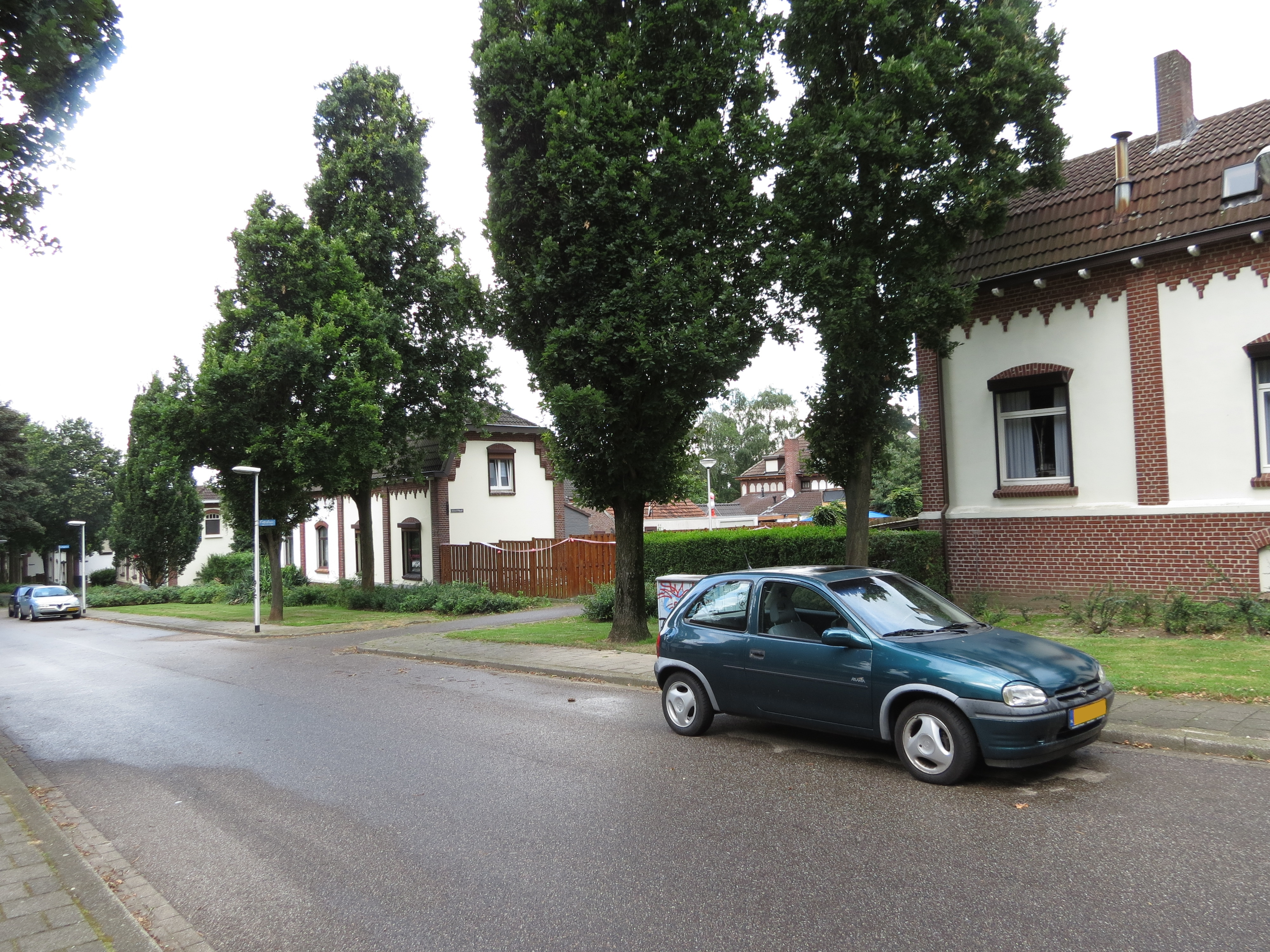
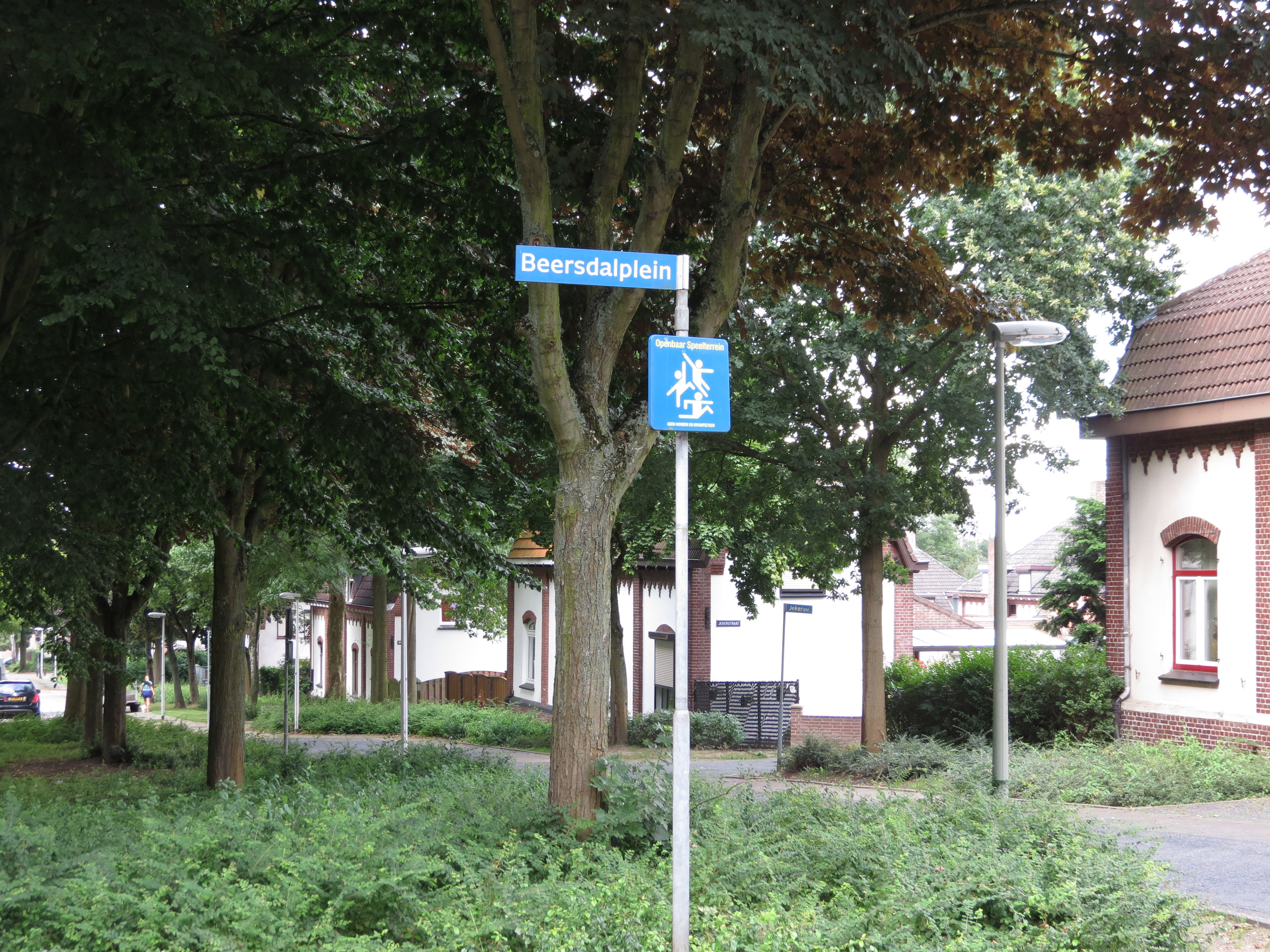
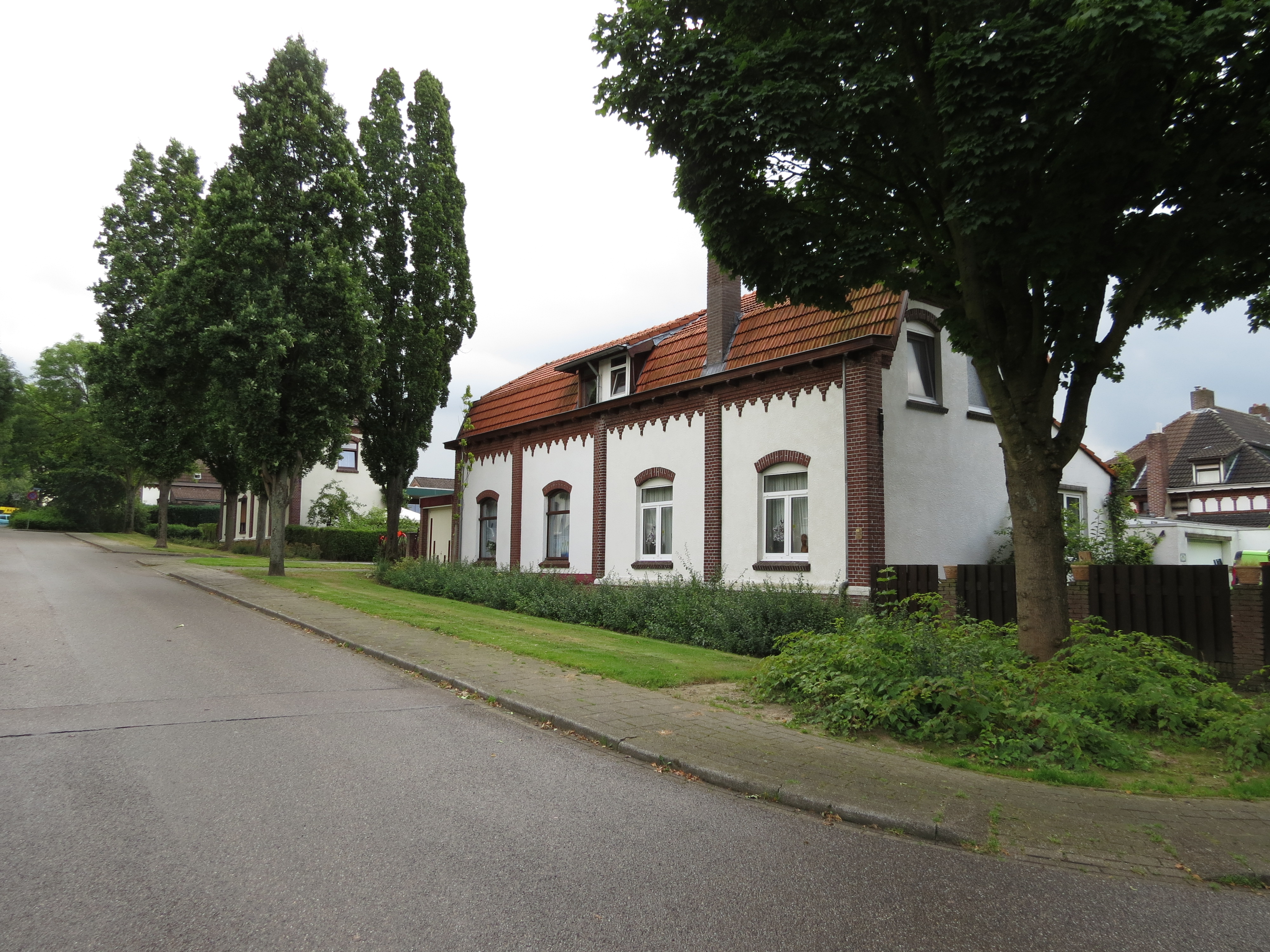
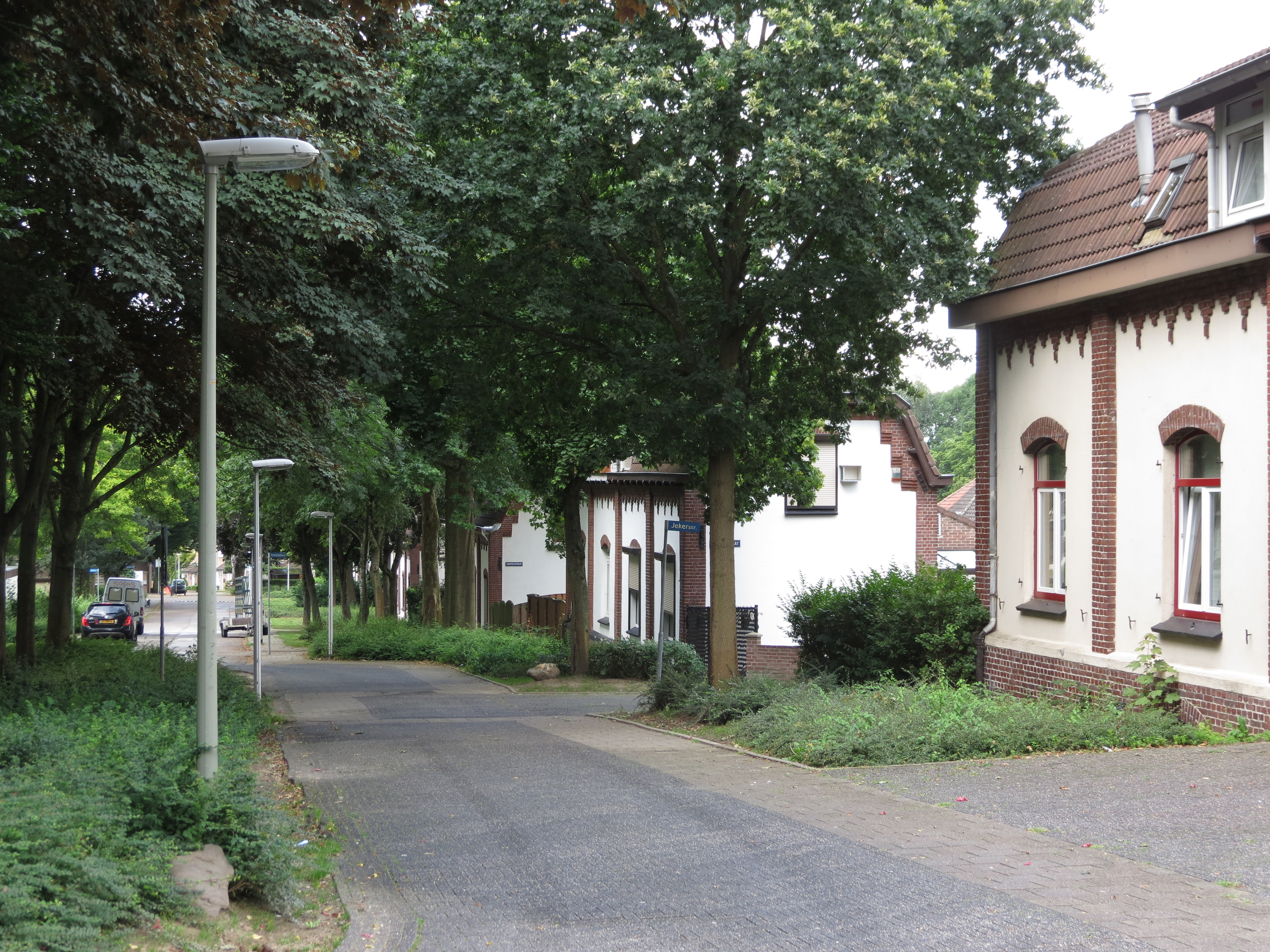

## Aanwijzing tot rijksbeschermd gezicht
De procedure voor aanwijzing werd gestart op 16 juli 2004. Het gebied werd op 15 februari 2008 definitief aangewezen. Het beschermd gezicht beslaat een oppervlakte van 15,2 hectare.
Panden die binnen een beschermd gezicht vallen krijgen niet automatisch de status van beschermd monument. Wel zal de gemeente het bestemmingsplan aanpassen om nieuwe ontwikkelingen in het gebied te reguleren. De gezichtsbescherming richt zich op de stedenbouwkundige en cultuurhistorische waardering van een gebied en wil het toekomstig functioneren daarvan veiligstellen.